# Bothriocline globosa
Bothriocline globosa là một loài thực vật có hoa trong họ Cúc. Loài này được (Robyns) C.Jeffrey mô tả khoa học đầu tiên năm 1988.